# Pure Holocaust
Albums de Immortal
Diabolical Fullmoon Mysticism
(1992) Battles In The North
(1995)
Pure Holocaust est le deuxième album studio du groupe de black metal norvégien Immortal. Cet album est paru en 1993 sous le label indépendant français Osmose Productions.
Les paroles de l'album parlent principalement d'un monde imaginaire glacé, de contrées fantastiques, thème que Immortal reprendra souvent dans ses albums suivants.
Pure Holocaust est considéré, au même titre que son successeur Battles In The North, comme étant un album classique du black metal.
Le tempo est globalement plus rapide que dans l'album précédent, Diabolical Fullmoon Mysticism.

## Composition
- Demonaz - Guitare
- Abbath - Basse/Chant/Batterie

## Liste des morceaux
1. Unsilent Storms in the North Abyss 3:14
2. A Sign for the Norse Hordes to Ride 2:34
3. The Sun No Longer Rises 4:14
4. Frozen by Icewinds 4:39
5. Storming through Red Clouds and Holocaustwinds 4:38
6. Eternal Years on the Path to the Cemetary Gates 3:30
7. As the Eternity Opens 5:30
8. Pure Holocaust 5:15

La musique a été composée par Abbath et Demonaz et les paroles ont été composées par Demonaz.